# Lockheed C-141 Starlifter
C-141 Starlifter er et 4-motors jet-transportfly, fra amerikanske Lockheed. 
Flyet blev taget i anvendelse af Military Airlift Command (USAF) i 1965 og anvendtes i stor udstrækning af USAF som et strategisk transportfly. 
| Luftfart | Spire Denne artikel om flyvning er en spire som bør udbygges. Du er velkommen til at hjælpe Wikipedia ved at udvide den. |